# Dan Ketchum
Daniel „Dan“ Ketchum (* 7. Oktober 1981 in Cincinnati, Ohio) ist ein ehemaliger Schwimmer aus den Vereinigten Staaten. Er erhielt 2004 eine olympische Goldmedaille und bei Weltmeisterschaften eine Goldmedaille auf der 25-Meter-Bahn.

## Sportliche Karriere
Geboren in Ohio lebte Ketchum zeitweise in Irland, wo er beim Limerick Swimming Club mit dem Sport begann. Nach seiner Rückkehr in die Vereinigten Staaten besuchte er die Sycamore High School in Cincinnati und studierte dann Ingenieurwesen an der University of Michigan. 2001 trat er bei der Universiade in Peking an. Er wurde Dritter über 200 Meter Freistil und Zweiter mit der 4-mal-200-Meter-Freistilstaffel.
Zwei Jahre später bei den Panamerikanischen Spielen 2003 in Santo Domingo wurde Ketchum über 200 Meter Freistil Zweiter hinter George Bovell aus Trinidad und Tobago. Zudem gewann er den Titel mit der 4-mal-200-Meter-Freistilstaffel.
2004 gewann Ketchum mit der 4-mal-200-Meter-Freistilstaffel seiner Universität den Meistertitel der National Collegiate Athletic Association. Bei den Olympischen Spielen 2004 in Athen schwamm die 4-mal-200-Meter-Freistilstaffel mit Scott Goldblatt, Ryan Lochte, Dan Ketchum und Peter Vanderkaay die schnellste Vorlaufzeit. Im Finale waren Michael Phelps, Ryan Lochte, Peter Vanderkaay und Klete Keller fünfeinhalb Sekunden schneller als die Vorlaufstaffel und siegten mit 0,13 Sekunden vor den Australiern. Alle sechs beteiligten Schwimmer aus den Vereinigten Staaten erhielten eine Goldmedaille. Ende 2004 bei den Kurzbahnweltmeisterschaften 2004 in Indianapolis schwamm die 4-mal-200-Meter-Freistilstaffel mit Justin Mortimer, Dan Ketchum, Chad Carvin und Ryan Lochte die schnellste Zeit und schlug 0,07 Sekunden vor den Australiern an.